# Pierre Azaria
Pour les articles homonymes, voir Azaria.
Pierre Azaria (1865-1953) est un industriel français du secteur de l’électricité qui a été à l’origine de la création de la Compagnie générale d'électricité (CGE) en 1898 puis son président de 1929-1938.

## Biographie
Pierre Azaria est né au Caire en 1865 d'un père négociant mort peu de temps avant sa naissance, dans la communauté des commerçants arméniens orthodoxes, connus sous le nom d'arméniens d'Égypte. Élève dans un collège de religieux français, il entre en 1882 dans un cours préparatoire à l'École centrale, l'école Duvigneau-de-Lanneau puis est reçu 169e sur 244 au concours d'entrée. Il devient ensuite directeur de l'Électricité de Rouen. Le jeune ingénieur centralien crée en 1888, avec Paul Bizet issu de l'École des arts et métiers, la Société normande d'électricité, qui progresse à un rythme très régulier : son nombre d’abonnés passe de 305 en 1891 à 500 en 1892, 800 en 1894, 1300 en 1896, et 1700 en 1899. En 1892, 4 100 lampes sont installées, ce qui agrandit encore le nombre d’abonnés[réf. nécessaire].
Pierre Azaria est blessé au genou lors de la catastrophe ferroviaire d'Appilly le 9 septembre 1894,. Il se marie en 1901 avec la fille de Auguste Chauveau, membre de l'Institut.
L’usine de Rouen se hisse au premier rang de tous les sites de production électrique en France, par le nombre de kilowatts vendus annuellement par habitant. Le 31 mai 1898, il fonde la Compagnie générale d'électricité (CGE), sous la forme juridique d'une société anonyme au capital de 10 millions de francs, réparti en 20 000 actions de 500 francs chacune, avec Charles Herbault comme président. Lui-même est administrateur délégué. Le financier Nemours Herbault, frère de Charles Herbault et ex-syndic de la Compagnie des agents de change est aussi administrateur.
L'ambition de la petite équipe est de concurrencer des sociétés très en pointe sur le plan technologique, telles que l’allemande AEG, Siemens ou l’américaine General Electric. La CGE est issue du regroupement de six sociétés, la SA des Usines Mouchel, la Manufacture Française des Lampes à incandescence, la Compagnie Française pour la Pulverisation des Métaux, la Société Française de l’Ambroïne, la Compagnie générale des Lampes à incandescence et la Société normande d'électricité.
La jeune société subit rapidement des grèves et une baisse de ses actions en bourse mais joue la carte de l’expansion en concentrant ses activités sur l’industrie électrique, et en décidant l’abandon du Trolley Automoteur pour acquérir de nouvelles concessions à Angers, Bordeaux, Marseille, de 1902 à 1905 et un grand projet, l’électrification de la Lorraine. Les concessions de Rouen et de Nantes, peu rentables, sont vendues, ce qui permet d’investir dans la création de la Compagnie Générale Télégraphique en 1911 et dans la Compagnie Universelle de Télégraphie et Téléphonie en 1912, dont elle se retirera en 1914, année qui voit aussi l’inauguration du nouveau siège social de la Compagnie, au 54 rue La Boétie, à Paris.
En 1924, un autre grand industriel du secteur, Ernest Mercier, devient administrateur de la Compagnie générale d'électricité à ses côtés. En 1925, Pierre Azaria pilote l’absorption de la Compagnie générale des Câbles de Lyon puis en 1928, la création d'Alsthom par le rapprochement de la Société alsacienne de constructions mécaniques et de la Thomson-Houston Electric Company. Les deux marques « L'Alsacienne » et « Thomson-Houston » sont conservées.
Dans les années 1930, quand la grande crise mondiale s'installe en France, la Compagnie générale d'électricité est déjà un groupe industriel majeur, qui emploie plus de 20 000 personnes et rassemble une cinquantaine de sociétés.

## Distinctions
- Grand officier de la Légion d'honneur (décret du 1er octobre 1931)[6]